# Charaxes bupalus
Espèce
Charases bupalus est une espèce d'insectes lépidoptères  appartenant à la famille des Nymphalidae, à la sous-famille des Charaxinae et au genre Charaxes.

## Dénomination
Charaxes bupalus a été nommé par Otto Staudinger en 1889.
Pour certains c'est Charases borneensis bupalus une sous-espèce de Charases borneensis.

## Description
Charaxes bupalus est un grand papillon au dessus roux cuivré avec aux ailes antérieures une large bande marginale marron doublée d'une bande blanche et aux ailes postérieures roux cuivré avec une ligne submarginale de taches marron et une petite queue.

## Écologie et distribution
Il est uniquement présent aux Philippines dans l'ile de Palawan.

### Protection
Pas de protection : les spécimens sont vendus sur internet.